# جيان جيرجيسكو
جيان جيرجيسكو (بالرومانية: Jean Georgescu)‏ (12 فبراير 1901- 8 أبريل 1994) هو ممثل ومخرج روماني.

## روابط خارجية
- جيان جيرجيسكو على موقع IMDb (الإنجليزية)
- جيان جيرجيسكو على موقع قاعدة بيانات الفيلم (الإنجليزية)